# Leonid Vladimirovič Charitonov

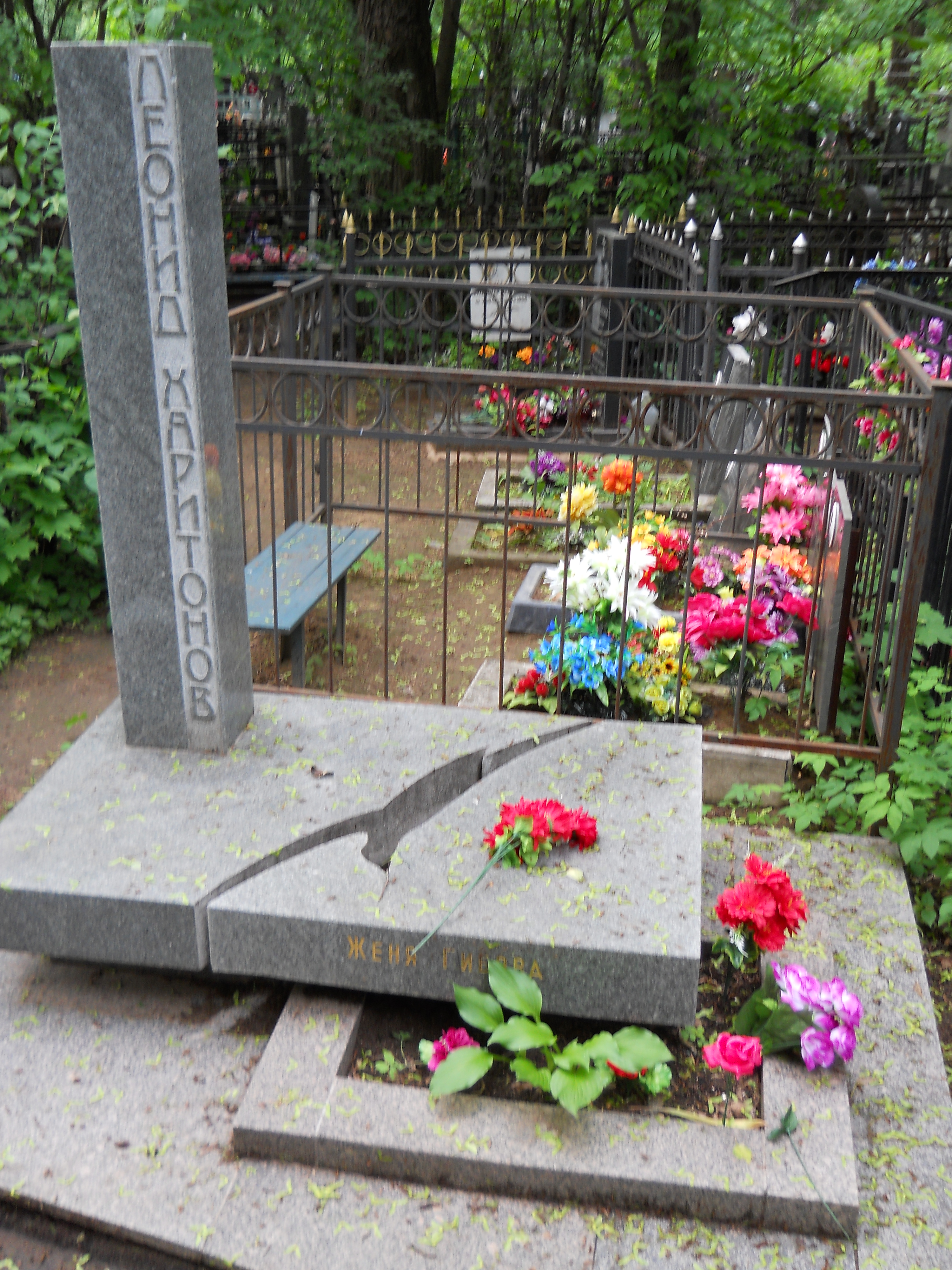
Tomba di Leonid Charitonov al cimitero di Vagan'kovo.

Leonid Vladimirovič Charitonov (in russo Леонид Владимирович Харитонов?, Leonid Vladimirovič Charitonov; Leningrado, 19 maggio 1930 – Mosca, 20 giugno 1987) è stato un attore sovietico.

## Filmografia parziale
- Ulica polna neožidannostej, regia di Sergej Il'ič Sidelёv (1957)
- Mosca non crede alle lacrime (Москва слезам не верит, 1979)
- Oblomov (Несколько дней из жизни И. И. Обломова, 1980)